# 弹珠台砖块
弹珠台砖块是由日本南夢宮游戏公司所制作的第一款原创的内部制作的街机游戏，这款游戏也是属于电子游戏内的一种。该游戏是由當時加入南夢宮不久的新人岩谷徹首次研发出来的街机游戏，于1978年10月在日本率先发布。这款游戏是结合了弹珠台和打砖块两款游戏的特征。该游戏已经出版了3款不同系列的作品。

## 概要
弹珠台砖块是1970年代的后半期所飞速发展的一款火爆游戏。这个游戏名的由来是由胡蜂亞科类的其中一只动物——「木蜂」，因而得名。
该游戏是玩家控制屏幕下方的两个挡板来控制球不要下落至画面最下方来破坏屏幕上方的砖块。
那些砖块不同的特征是，是位于屏幕的最顶部地区。作为弹球的一个翻车或挡板和微调加入的明显安排已经取得了可以破坏砖块的效果。而这些游戏功能的设置，已成为模仿人脸设计的图像。。
黑色的屏幕和周围的彩色砖块是经由人工染色而成。

## 来歴
1976年7月、日本人石村繁一利用了自己所研究的知识，开发了关于电子机台的电路后而建议开发使用CPU内核的视频游戏。而这个方案，后来被namco公司承认了。过了几个月，他们就从NEC公司购入了一台「PDA-80」型号的小型机，利用所学的知识来开始开发电视游戏。

1978年3月、由于采用所进口的开发设备已经成为可以进行视频游戏的舞台，故岩谷彻的规划把此游戏纳入弹球的元素，而石村繁一是负责电路设计和编程。

1978年10月、弹珠台砖块游戏开始发售。这也是namco发售视频游戏正式超过8000台。